# Guaraci (São Paulo)
Guaraci é um município brasileiro do estado de São Paulo. Localiza-se às margens do Rio Grande, estando a uma altitude de 481 metros. Sua população, conforme o censo do IBGE de 2022, era de 10 350 habitantes.

## História
A colonização do território de Guaraci ocorreu no início do século XX, com a derrubada das matas das margens do vale do Rio Grande pelos pioneiros, vindos de Minas Gerais e de outras partes de São Paulo. Nessa época, originou o povoado de Cresciúma (hoje a cidade de Guaraci).
Em 1910, Francisco Gomes de Oliveira, um dos pioneiros, doou terras para a edificação de uma capela em louvor ao Senhor Bom Jesus no nascente povoado de Cresciúma, que se desenvolveu pela lavoura e por ser uma parada para as boiadas vindas de Minas Gerais que se dirigiam a Barretos.
A Lei estadual nº 1800, de 29 de novembro de 1921, elevou o povoado de Cresciúma à categoria de distrito, com o nome Guaraci (derivado do tupi e cujo significado é “o sol”), subordinado ao município de Olímpia, da qual Guaraci foi emancipada e elevada à categoria de município por meio do Decreto-lei Estadual nº 14334, de 30 de novembro de 1944, sendo o novo município instalado pouco mais de um mês depois, em 1º de janeiro do ano seguinte.
Na época de sua emancipação, o município tinha então sua economia exclusivamente voltada ao setor agropecuário, não havendo atividade comercial significativa e um setor industrial inexistente. A falta de empregos no município impulsionou a migração para cidades maiores.
A partir dos anos 1970, com o chamado boom da laranja, o setor da citricultura deu um novo impulso à economia regional. A lavoura de laranja foi, a partir da década de 1990 e, em especial nos anos 2000, gradativamente suplantada pela lavoura canavieira, devido a vários fatores que levaram à decadência da citricultura. A partir da instalação da usina de açúcar e álcool no município, essa atividade passou a integrar a maior fonte de renda local, levando a cana-de-açúcar ao posto de principal atividade econômica em Guaraci e motivo do crescimento da migração de trabalhadores de vários locais para o município. Instalada no município desde 2003 e localizada a 15 km do centro urbano, a Usina Vertente é hoje a origem do maior número de empregos no município, sendo ainda a maior fonte de arrecadação da cidade.

## Geografia

### Clima[7]
Temperatura média anual: 24,0 ºC
Precipitação média anual: 1252 mm, concentrados entre outubro e março
Clima: tropical semiúmido (Aw)

### Demografia
Dados do Censo 2010
População total: 9.976
- Urbana: 8.927[8]
- Rural: 1.049[8]
- Homens: 5.084[8]
- Mulheres: 4.892[8]

Mortalidade infantil (crianças de menos de um ano de idade): 14,20 por mil nascidas vivas
Expectativa de vida: 75,37 anos
Taxa de fecundidade: 2,12 filhos por mulher
Taxa de analfabetismo (população acima de 15 anos de idade): 8,3%

### Hidrografia
- Rio Grande
- Córrego Tanque
- Córrego Limoeiro
- Córrego Bocaina
- Córrego Crisciúma
- Córrego Talhado
- Córrego Santana
- Córrego Vertente.

### Rodovias
- SP-322

## Infraestrutura

### Comunicações
O sistema de telefones automáticos foi inaugurado na cidade em 1974 pela Telecomunicações de São Paulo (TELESP), que também implantou o sistema de discagem direta à distância (DDD) em 1985 com o código de área (0172). Anteriormente a cidade era atendida pela Companhia Telefônica Brasileira (CTB).
Na década de 90 o código DDD da cidade foi alterado para (017), para padronização do sistema telefônico com a telefonia celular que estava sendo implantada em todo o estado.

## Religião
O Cristianismo se faz presente na cidade da seguinte forma:

### Igreja Católica
- A igreja faz parte da Diocese de Barretos.[16]

### Igrejas Evangélicas
Entre as igrejas protestantes históricas, pentecostais e neopentecostais, encontram-se na cidade:
- Assembleia de Deus Ministério do Belém.[18][19]
- Congregação Cristã no Brasil.[20]